# 斜陽のおもかげ
『斜陽のおもかげ』（しゃようのおもかげ）は、1967年に公開された日本映画。日活の助監督だった斎藤光正の初監督作品。太宰治の子の太田治子が書いた『手記』を原作とする。吉永小百合主演。

## 概要
太宰治と太田静子のあいだに生まれた太田治子は17歳のとき、『新潮』1965年4月号に「手記」を寄稿した。そして1967年3月20日に新潮社から単行本『手記』を上梓した。同作品を原作として八住利雄が脚色し、助監督だった斎藤光正の初監督映画として製作された。
太田治子と太田静子の名はそれぞれ「木田町子」「木田かず子」と名が変えられているが、かず子が太宰治のゆかりの地を訪ね歩く場面では、関係者本人が出演し実際の建物などが映し出される。石神井公園近くの檀一雄の自宅で、檀本人が吉永小百合扮する町子を前に太宰の思い出話を語り、青森県外ヶ浜町の観瀾山公園では太宰の少年時の友人の中村貞次郎が本人役でかず子を案内する。青森県金木町（現・五所川原市）の斜陽館も建物内部の各所が撮影されている。
1967年9月23日に公開された。同年の日活作品の中で『夕笛』と並ぶ第一のヒット作となった。

## キャスト
- 木田町子：吉永小百合
- 木田かず子：新珠三千代
- 谷山圭次：岸田森
- 谷山新一郎：芦田伸介
- 谷山千賀：高杉早苗
- 岡見安子：笹森みち子
- つる：北林谷栄
- 津田文蔵：三津田健
- ジャーナリスト：小池朝雄
- 檀一雄：本人
- 中村貞次郎：本人

## スタッフ
- 監督 - 斎藤光正
- 脚本 - 八住利雄
- 原作 - 太田治子『手記』
- 企画 - 横山弥太郎
- 音楽 - 林光
- 撮影 - 萩原憲治
- 編集 - 丹治睦夫